# John Tiptoft, 1. Earl of Worcester

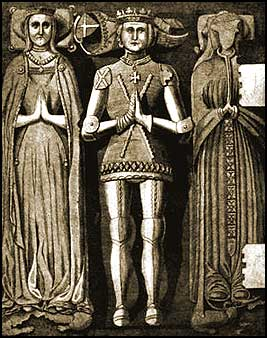
Grabplatte von John Tiptoft, 1. Earl of Worcester

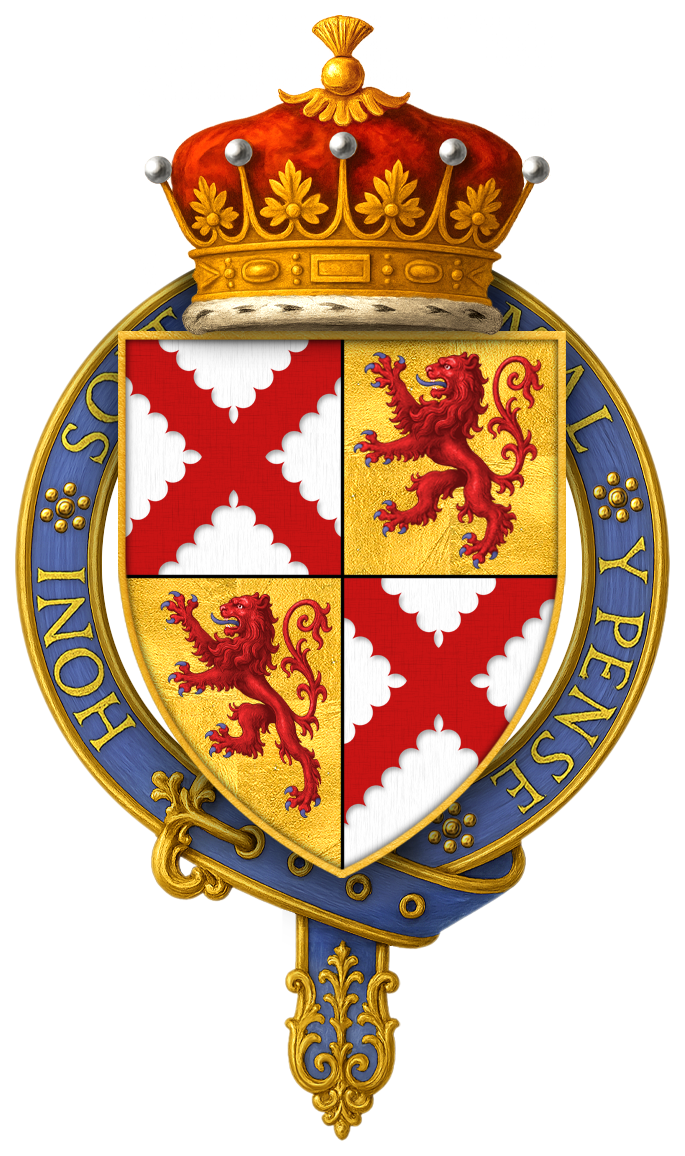
Wappen des John Tiptoft, 1. Earl of Worcester

John Tiptoft, 1. Earl of Worcester (* 8. Mai 1427 in Eversden; † 18. Oktober 1470 in London) war ein englischer Staatsmann.

## Leben
Er war der Sohn von John Tiptoft, 1. Baron Tiptoft (1400–1443) und Joyce de Cherleton (1403–1446), Tochter des Edward Cherleton, 5. Baron Cherleton. Zwischen 1440 und 1443 studierte er am University College der Universität Oxford. Beim Tod seines Vaters am 27. Januar 1443 erbte er dessen Titel Baron Tiptoft, der diesem am 7. Januar 1426 durch Writ of Summons verliehen worden war. Am 16. Juli 1449 wurde er zum Earl of Worcester erhoben. Spätestens 1453 wurde er ins Privy Council aufgenommen. 1457 pilgerte er ins Heilige Land und blieb danach in Italien, wo er in Ferrara, Padua, Florenz und Rom bei den berühmten Humanisten seiner Zeit studierte. 1460 kehrte Worcester nach England zurück, wo König Eduard IV. ihn 1461 als Knight Companion in den Hosenbandorden aufnahm und zum Lord High Constable ernannte; Worcester war wegen seiner vielen Todesurteile bald als „Butcher of England“ (Schlächter von England) bekannt. Er war auch Lord Deputy von Irland, wo er ähnlich grausam vorging. 1470 geriet er in Gefangenschaft Aufständischer, die Eduard zur Flucht gezwungen hatten und Heinrich VI. wieder auf den Thron setzten. Er wurde im Tower of London, auf seinen Wunsch hin mit drei Schwerthieben, enthauptet. Seine Titel wurden ihm wegen Hochverrats aberkannt, sein Sohn Edward erreichte aber 1471 die Wiederherstellung der Titel zu seinen Gunsten.
Worcester war der erste englische Aristokrat, der die Renaissanceideale der klassischen Gelehrsamkeit, der Förderung der Wissenschaft und des Büchersammelns mit dem Renaissancemerkmal der ungehemmten Grausamkeit verband.
John Tiptoft, 1. Earl of Worcester war drei Mal verheiratet:
⚭ 1449 Lady Cecily Neville (1424–1450), Schwester von Richard Neville, 16. Earl of Warwick. Die Ehe blieb kinderlos.
⚭ 1451 Elizabeth Greyndour (1420–1452), Tochter von Robert Greyndour. Aus der Ehe ging ein Sohn, John Tiptoft (*/† 1452), hervor.
⚭ 1467 Elizabeth Hopton (1450–1498), Tochter von Thomas Hopton. Aus der Ehe ging ein Sohn, Edward Tiptoft, 2. Earl of Worcester (1469–1485), hervor.

## Übersetzung aus dem Lateinischen
- Buonaccorso da Montemagno: Controversia de nobilitate, 1481 in englischer Sprache gedruckt von William Caxton.